# Dasylophia terrena
Dasylophia terrena är en fjärilsart som beskrevs av William Schaus 1892. Dasylophia terrena ingår i släktet Dasylophia och familjen tandspinnare. Inga underarter finns listade i Catalogue of Life.